# Eucalyptus pileata
Eucalyptus pileata är en myrtenväxtart som beskrevs av William Faris Blakely. Eucalyptus pileata ingår i släktet Eucalyptus och familjen myrtenväxter. Inga underarter finns listade i Catalogue of Life.